# Haigler
Haigler – wieś w Stanach Zjednoczonych, w stanie Nebraska, w hrabstwie Dundy.